# Acrocanthosaurus atokensis
Acrocanthosaurus atokensis är en art tillhörande släktet Acrocanthosaurus i underordningen carnosaurier från mitten av den geologiska tidsperioden krita som fanns i det som idag är Nordamerika. Den var en av de största tvåbenta theropoderna, med ett exemplar som var 11,5 meter långt och vägde 4,6 ton. Släktet är känt tack vare att många av dess ryggkotor hade höga utskott på toppen. Den var en kraftfull dinosaurie, med grova bakben och ett stort huvud.
Antingen var Acrocanthosaurus en otroligt farlig jägare, eller så var den var för tung för att jaga över huvud taget och livnärde sig på kadaver. Man har hittat många fotspår och avtryck som man tror kommer från denna jätte, det mest intressanta av dem är ett välkänt långt spår med flera fotspår, som finns i närheten av Glen Rose i Texas. Det visar vad som verkar vara en Acrocanthosaurus som jagar en sauropod, vilket är ett mycket större byte än den själv. Se nedan.
Nyligen gjorda upptäckter har klarlagt många detaljer hos theropodens anatomi, vilket medfört att man kunnat genomföra studier av funktionerna hos hjärnan och armarna. Emellertid debatterar man fortfarande om vilken familj den tillhör. Vissa forskare anser att Acrocanthosaurus är en allosaurid, medan andra anser att det är en carcharodontosaurid.

## Etymologi
Acrocanthosaurus är uppkallad efter sina höga ryggkotor. Delarna i namnet kommer från det grekiska ordet ακρα/akra, som betyder 'hög', ακανθα/akantha, som betyder 'tagg', och σαυρος/sauros, vilket betyder 'ödla'. Det finns en art, A. atokensis, vilken är uppkallad efter Atoka County i Oklahoma, där man fann de första resterna. Den namngavs 1950 av de amerikanska paleontologerna J. Willis Stovall och Wann Langston, Jr..

## Beskrivning

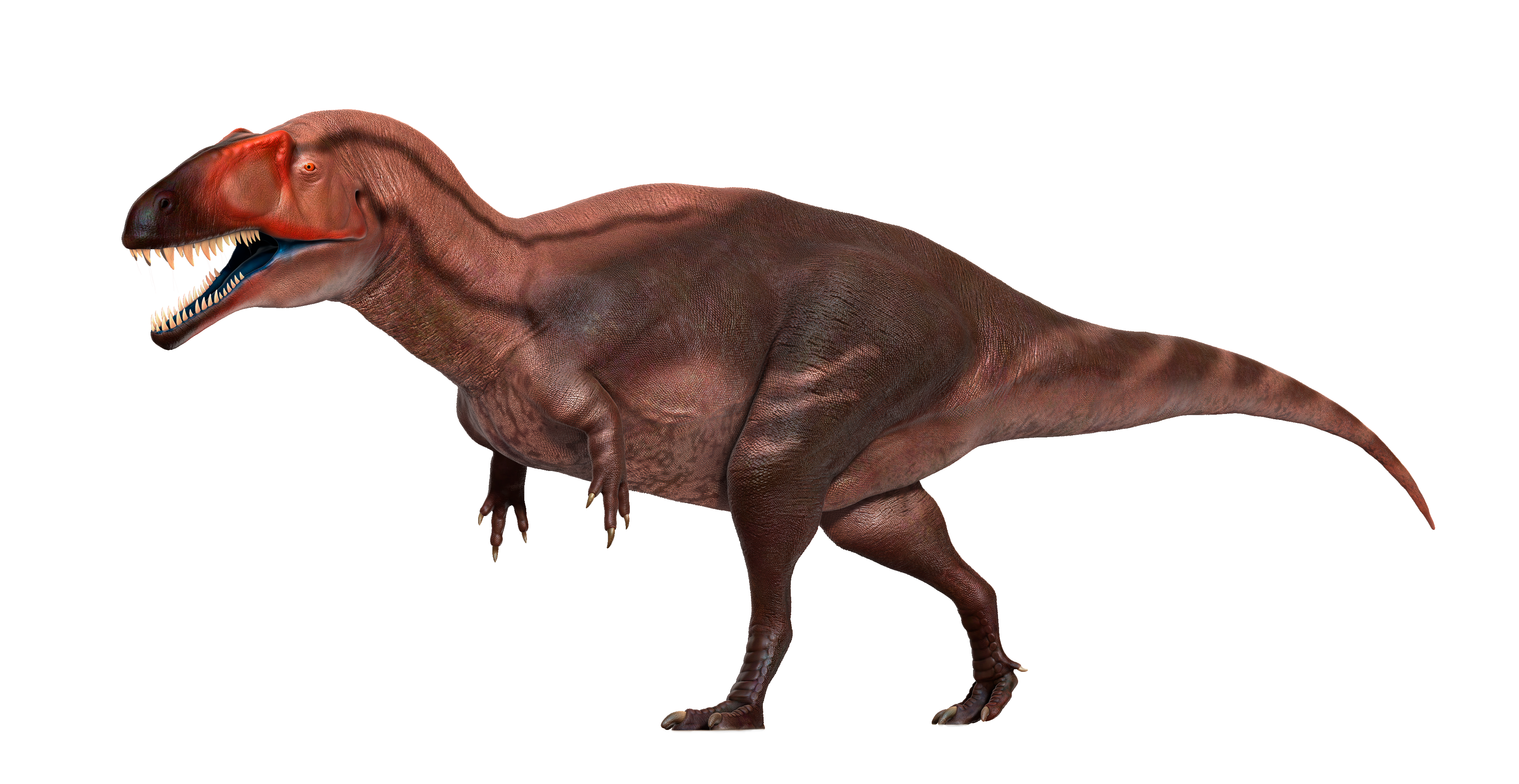
Illustration av Acrocanthosaurus atokensis.

Även om Acrocanthosaurus var mindre än jättar som Giganotosaurus, var den ändå en av de största theropoderna någonsin med sina 11,5 meter och 2,4 ton. Enbart kraniet var 1,3 meter långt. Kraniet var som hos många allosaurider långt, lågt och avsmalnande. Öppningarna i sidorna, de så kallade fenestrae, var tämligen stora och gjorde kraniet lättare. Överkäkens samt näsbenets ytor var inte lika ojämna som hos Giganotosaurus eller Carcharodontosaurus. Långa, låga åsar löpte längs med näsbenet, från näsborrarna till ögonen, något som är vanligt hos allosaurider.
Till skillnad emot Allosaurus hade Acrocanthosaurus ingen framstående kam på tinningen, och i likhet med carcharodontosaurider och abelisaurider hade den tjocka ögonbryn. Den hade nittio krökta, sågtandade tänder i överkäken, men man har inte publicerat antalet tänder i underkäken. Acrocanthosaurus' tänder var bredare än de hos Carcharodontosaurus och hade inte den rynkiga struktur som utmärker carcharodontosaurierna.
Om man inte tittar på de höga ryggkotorna (se nedan hade Acrocanthosaurus ett skelett som är typiskt för allosaurider. Den gick på två ben och hade en lång, tung svans som motbalanserade huvudet och kroppen. Armarna var relativt korta och robusta jämfört med hos Allosaurus, och händerna hade tre fingrar, precis som alla andra allosaurider. Till skillnad mot många mindre snabba dinosaurier var dess lår längre än dess skenben och fotbenen, vilket kan betyda att Acrocanthosaurus inte sprang så snabbt. Foten hade fyra tår, fast den fjärde var, såsom hos andra carnosaurier, liten och hade aldrig någon kontakt med marken.

## Fyndhistorik
Det första kompletta skelett som fastslog Acrocanthosaurus' existens hittades 1983, på privatägd mark i McCurtain County i sydöstra Oklahoma, av amatörsamlare. Utgrävningen togs senare över av Allen och Fran Graffham från Geological Enterprises i Ardmore i Oklahoma. Det tog tre år att gräva ut hela skelettet. Allen och Fran Graffham skänkte mycket pengar till utgrävningen och senare även till forskningen kring fossilet. Tidigare hade man bara hittat ett fåtal benrester från denna dinosaurie, vilket hade lett till många gissningar, men med det nya fyndet av ett nästan komplett skelett kunde forskare nu lära sig mer om denna unika dinosaurie än man kunnat innan. 

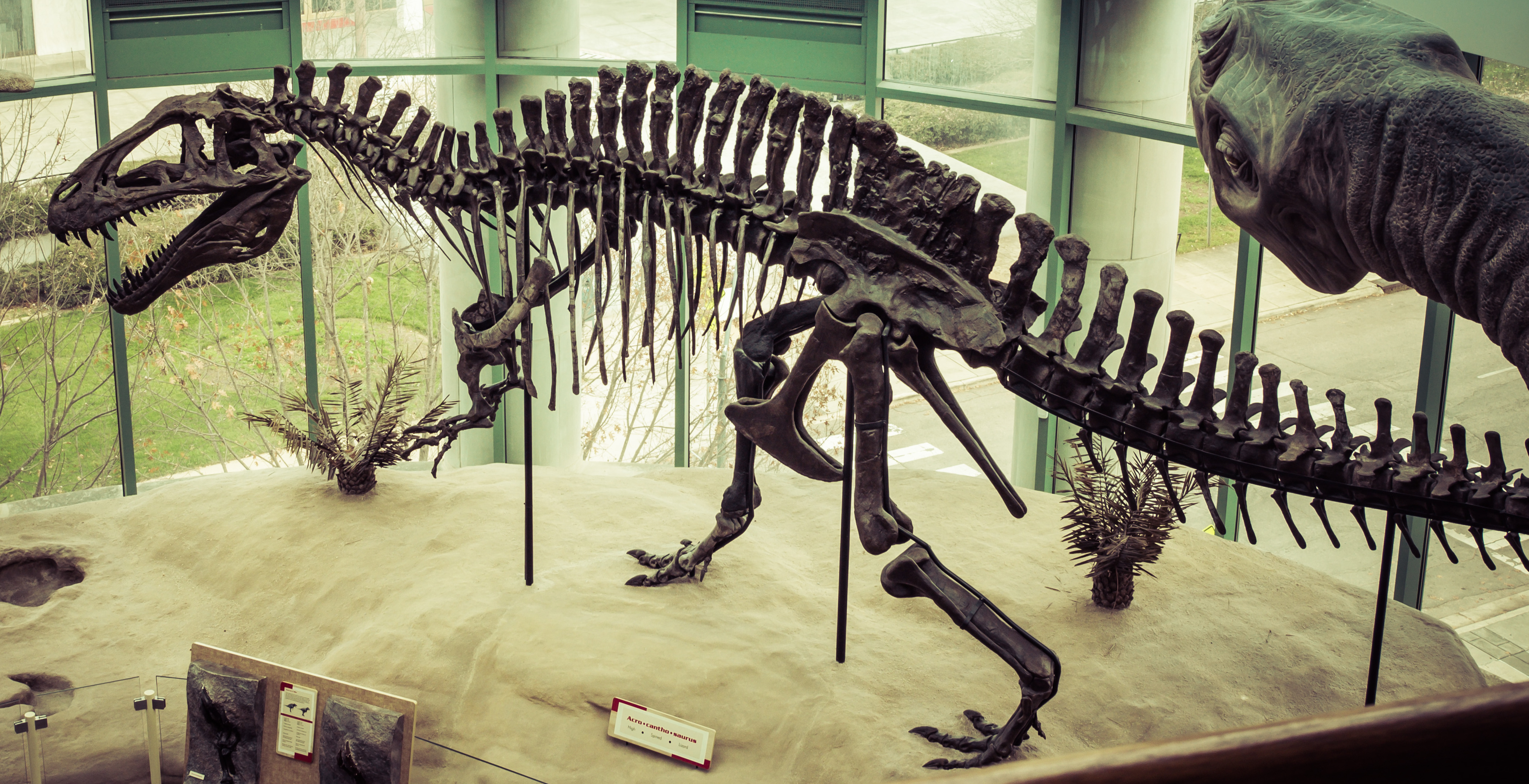
Rekonstruktion av Acrocanthosaurus.

Holotypen och paratypen, beskrivna samtidigt år 1950, består av två ofullständiga skelett och en bit av ett kranium från Antlers-formationen i Oklahoma. Två kompletta skelett har nyligen beskrivits. Det första om ett skelett som är till 70 % komplett, inkluderat delar av kraniet, upptaget ur Twin Mountain-formationen i Texas och numera en del av Fort Worth Museum of Science and Historys samlingar (Harris, 1998). Ett ännu mer fullständigt skelett (vilket fått smeknamnet "Fran") hittades i Antlers och finns nu på North Carolina Museum of Natural Sciences. Denna individ har det enda kända kompletta kraniet (Currie & Carpenter, 2000). Många andra fragment och individuella ben har hittats överallt i norra Texas, Oklahoma och möjligtvis i Arizona. Antlers-formationen innehåller sediment från aptian- till albianskedet under kritaperioden, medan Twin Mountain bara innehåller sediment från aptian. Därför levde Acrocanthosaurus mellan 125 och 100 miljoner år sedan. Andra dinosaurier som levat samtidigt är Deinonychus, Sauroposeidon och Tenontosaurus.

## Härstamning
På grund av ryggtaggarna trodde forskarna tidigare att Acrocanthosaurus närmaste släktingar var spinosauriderna, men den uppfattningen har nu ändrats. I själva verket tycks Acrocanthosaurus ha utvecklats från två andra dinosaurier. Dess närmaste släkting tros vara en rovdinosaurien Carcharodontosaurus saharicus från Afrika, och den andra tros vara Allosaurus, en av de stora theropoder funna Nordamerika och som levde under jura. Skelettet, som döpts till "Fran" efter Fran Graffham, står idag uppställt på Black Hills Institute i Hill City, South Dakota. Det är enbart en kopia av det ursprungliga skelettet, vilket ligger undanstoppat i säkert förvar så ingen olycka skall hända det.
En annan art, från England, kallades under en tid Acrocanthosaurus altispinax, men har sedan flyttats till sitt eget släkte, Becklespinax altispinax.
Moderna fylogeniska analyser placerar Acrocanthosaurus i gruppen Allosauridae, men det diskuteras fortfarande om Acrocanthosaurus' exakta position i den gruppen. Den placerades ursprungligen i Allosauridae tillsammans med Allosaurus, något som på senare tid stötts av studier (Stovall & Langston, 1950; Currie & Carpenter, 2000; Coria & Currie, 2002, 2006; Novas o.a., 2005). Många andra forskare placerar den i Carcharodontosauridae tillsammans med Carcharodontosaurus och Giganotosaurus carolinii (Sereno o.a., 1996; Harris, 1998; Naish o.a., 2001; Holtz o.a., 2004; Franzosa & Rowe, 2005).

## Ryggtaggar
Det mest anmärkningsvärda hos Acrocanthosaurus är de höga ryggtaggarna på ryggen, över höfterna och vid svansroten. De längsta är upp till 2,5 gånger högre än ryggkotorna. Andra dinosaurier hade också höga taggar på ryggen, ibland högre än hos Acrocanthosaurus. Till exempel den afrikanska Spinosaurus, som hade taggar som är upp till 2 meter höga, vilket är runt 11 gånger högre än ryggkotorna från vilka de skjuter ut ur. Man tror inte att taggarna stödde ett hudsegel, vilket man tror om Spinosaurus. I stället tror man att taggarna kan ha täckts av muskler eller fett som hos en modern bisonoxe, vilket då kunde ha format en hög, tjock kam på ryggen. Vad den här kammen kan ha haft för funktion förblir okänd, fastän de kan ha spelat roller som kommunikation, för lagring av fett (som en kamel) eller för att reglera temperaturen. Vidare liknar kotorna mer carcharodontosauridernas än allosauridernas.

## Fotavtryck

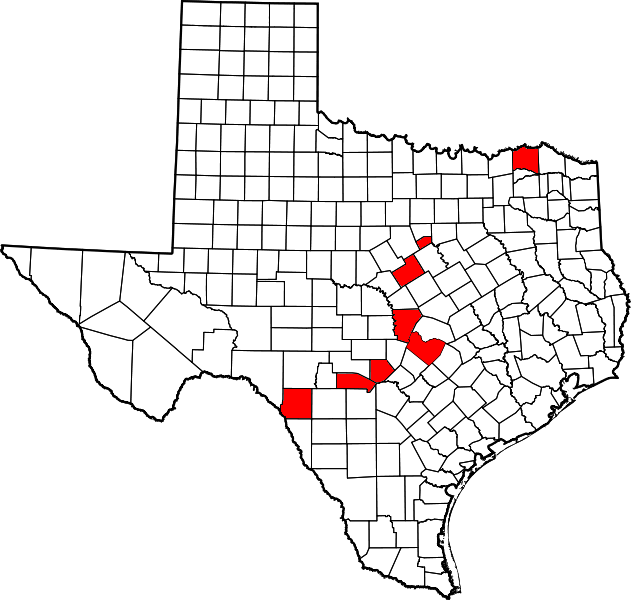
Platser i Texas där man funnit fotspår efter stora theropoder.

Det berömda Glen Rose i Dinosaur Valley State Park i norra Texas innehåller många fotspår, även tretåiga spår efter theropoder vilka vissa paleontologer förknippar med Acrocanthosaurus. Det är omöjligt att säga vilket djur som gjort avtrycken eftersom man inte funnit några fossila ben där. Emellertid är fotspåren av en storlek som Acrocanthosaurus' fötter, och Glen Rose-formationen ligger nära Antlers och Twin Mountain-formationerna och har samma ålder. Därför är det möjligt att fotspåren verkligen tillhörde Acrocanthosaurus.
Theropodens fotspår tillhör ett antal individer som rör sig i samma riktning som flera individer av sauropoder. Theropod-spåren kan ibland ses ovanpå sauropodspåren, vilket antyder att de gjordes senare. Detta används som bevis för att små flockar av Acrocanthosaurus förföljde sauropodhjordar.
Denna hypotes, som både är intressant och trolig, är ändå svår att bevisa och det finns andra förklaringar. Till exempel kan flera enstaka theropoder ha rört sig åt samma håll vid olika tidpunkter efter att sauropoderna passerat, vilket skapat företeelsen av rovdjur som förföljt sitt byte. Det samma kan sägas om den antagna "sauropodflocken", som antingen kan ha varit flera individer som passerat vid olika tidpunkter eller samtidigt som en grupp.

## Hjärnstruktur
År 2005 gjorde forskarna Jonathan Franzosa och Timothy Rowe en digital rekonstruktion av en hjärna och nerver i kraniet från Acrocanthosaurus med hjälp av datortomografisk skanningsteknologi för att analysera tomrummet i hjärnskålen. Då gjorde de flera observationer:
- Området som motsvarade luktsinnet var stort och bulligt, vilken tyder på ett gott luktsinne.
- Rekonstruktionen av de halvcirkulära kanalerna på baksidan av örat, vilka kontrollerar balansen, visar att huvudet hölls i en 25-gradig vinkel under horisonten.
- Hjärnans form är en aning S-formad, utan större delning i två hjärnhalvor, vilket mer liknar hjärnan hos en krokodil än hos en fågel.
- Hjärnan liknar mer Carcharodontosaurus och Giganotosaurus än Allosaurus eller Sinraptor, vilket stödjer hypotesen att Acrocanthosaurus var en carcharodontosaurid.

Digitala modeller har också skapats för många andra stora theropoder, så som Tyrannosaurus rex, Ceratosaurus nasicornis, Allosaurus och Carcharodontosaurus.

## Populärkultur
- Acrocanthosaurus uppträder i Vivendi SA's datorspel Jurassic Park: Operation Genesis for PC och spelkonsoler.
- Acrocanthosaurus uppträder också i Robert Bakkers roman "Raptor Red" om Utahraptor.
- Acrocanthosaurus framträder i Dreamworks videospel Warpath: Jurassic Park för Sonys PlayStationkonsol.